# Dietrichsteinplatz

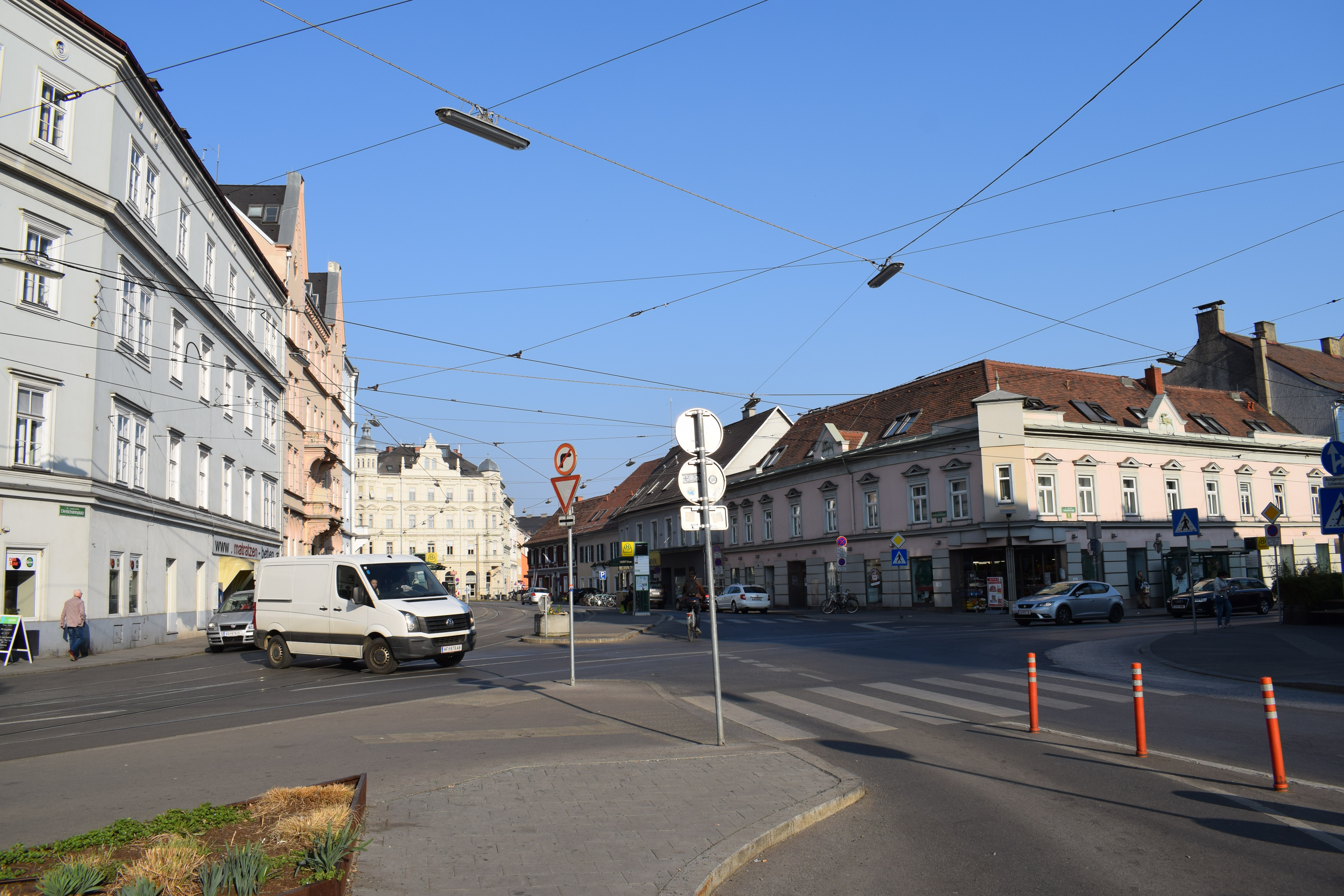
Dietrichsteinplatz, Blick in Richtung Osten (März 2022)

Der Dietrichsteinplatz ist ein Platz im Süden der Grazer Altstadt. Der langgezogene, im Wesentlichen West-Ost-orientierte Platz liegt an der Grenze zwischen dem zweiten Stadtbezirk St. Leonhard und dem sechsten Stadtbezirk Jakomini; zu ersterem gehören die Häuser an der Nordseite und ein Großteil der Platzfläche, zu letzterem die Häuser der Südseite. Seine heutige Fläche entstand in den Jahren 1882/1883 durch Überwölbung eines Baches. Davor teilte dieser den langgezogenen Platz in zwei schmale Streifen. Sein Name erinnert an die adelige Familie Dietrichstein.

## Entwicklung

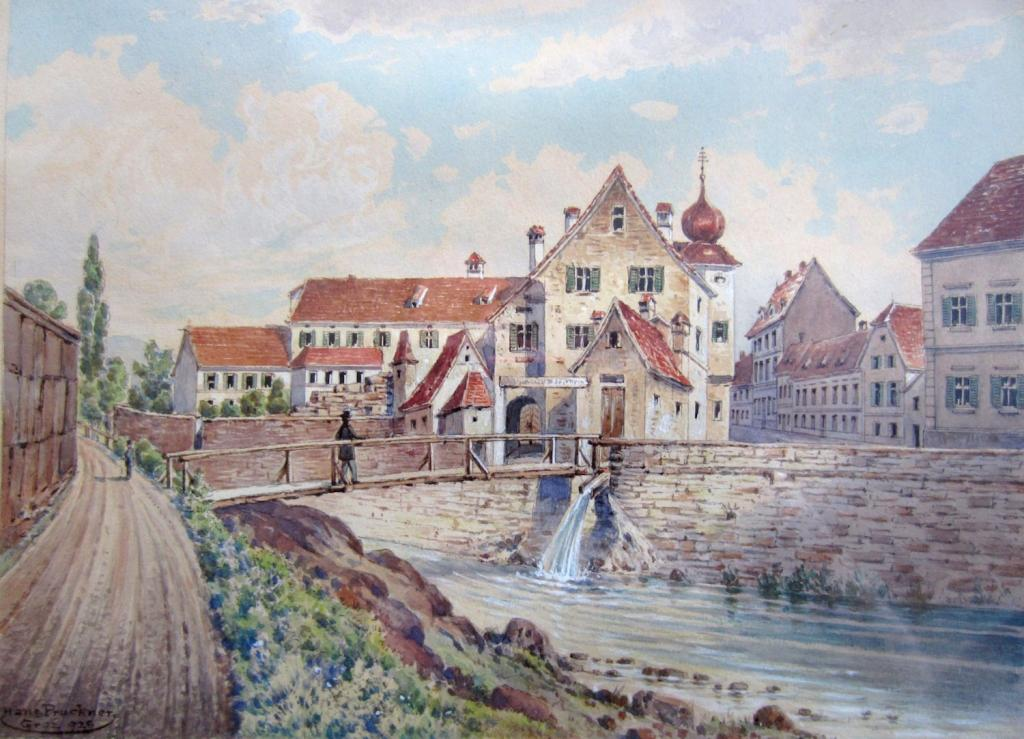
Blick über den offenen Grazbach nach Osten auf den „Venushof“ bzw. „Rundellenwirt“. Links die heutige Sparbersbachgasse, rechts die heutige Schörgelgasse. Aquarell von 1925 nach einer Vorlage, die den Zustand 1864 zeigt.

### Vorgeschichte: Grazbach & Rundelle
Bis weit ins 19. Jahrhundert floss der Grazbach offen durch die südlichen Grazer Vorstadt. Im Bereich des späteren Dietrichsteinplatzes traf die (heutige) Sparbersbachgasse, die mit dem Bach aus Richtung Nordost kam und an seinem Nordufer entlangführte, in einem spitzen Winkel auf die von Osten kommende Schörgelgasse. Die Straßen liefen ab hier für eine gewisse Strecke parallel an den jeweiligen Ufern und waren mit einer Brücke (dem Färbersteg) verbunden. Östlich dieser Brücke, an der Ostseite des heutigen Platzes, befand sich ein Venushof genannter Baukomplex. Laut mündlicher Überlieferung habe sich hier ein Tempel der römischen Göttin Venus befunden, tatsächlich geht der Name aber auf einen gleichnamigen Besitzer im 17. Jahrhundert zurück. Aufgrund einer charakteristischen halbkreisförmigen Ausbuchtung wurde der Bau auch als „Die Rundelle“ bezeichnet. Bezeichnung und Form des Anlage könnten auf eine Vorfeldbefestigung der Stadt zurückgehen – eine Geschützstellung (Rondell) aus dem 15. Jahrhundert, welche das deutlich vor den Stadtmauern gelegene Areal sichern sollte und vielleicht während des osmanischen Angriffs 1532 zerstört wurde. Die Ruine dieser vermuteten Anlage wurde dann von zivilen Gebäuden überbaut und in die wachsende Vorstadt integriert. Im 18. Jahrhundert beherbergte der „Venushof“ ein Gasthaus namens „Rundellenwirt“. Spätestens in den 1880er-Jahren wurde der gesamte Bau abgetragen und durch ein 1888 fertiggestelltes Wohnhaus mit späthistoristischer Fassade ersetzt, das heute das östliche Ende des Dietrichsteinplatzes markiert.

### Entstehung des Platzes
Im Jahr 1879 wurde beschlossen, den Grazbach zu begradigen und mit einem Gewölbe zu übermauern, ihn also unterirdisch zu führen. Zum einen sollte die Stadt dadurch vor Überschwemmung geschützt werden, zum anderen wurden damals Abwässer in den Bach eingeleitet, welcher im Sommer aber oft nur wenig eigenes Wasser führte und somit eine Geruchsbelästigung darstellte. Der erste Bauabschnitt des Kanals war jener vom Westteil des späteren Dietrichsteinplatzes bis zur Mündung des Grazbaches in die Mur, der zweite, obere Bauabschnitt ließ dann anstelle eines Bachbettes auch den Ostteil des heutigen Platzes entstehen.
Der Grazbachkanal kann von seiner Mündung, die nun etwa an der Stauwurzel des Murkraftwerks Graz-Puntigam liegt, in seiner ganzen Länge aufwärts in der Regel aufrecht und trocken begangen werden und war 2005 bis zumindest 2011 Laufstrecke des Wasser- und Kanallaufs – mit Stirnlampe.
Der Grazbachkanal beginnt am Ostende der Sparbesbachgasse gegenüber der Herz-Jesu-Kirche, wo er den Leonhardbach aufnimmt. Durch Aufklappen von Schachtdeckeln am Gehsteig Sparbesbachgasse 2 wird ein Ausstieg an der Hausecke zum Dietrichsteinplatz geöffnet.
Beidseits der Bachrinne verlaufen zwei Schmutzwasserrinnen, die in den Schmutzwasserkanal im linken Murufer, nunmehr ein Speicherkanal, münden. Das reine Bachwasser fließt in die Mur. Bei Hochwasser durch Starkregen kommt es zur Vermischung und Eintrag in die Mur.
Schon bei Beginn der Bauarbeiten zur Bachüberwölbung hatte der Gemeinderat beschlossen, den Platz „Fürst Dietrichsteinplatz“ zu nennen. Der Name ehrt die adelige Familie der Dietrichstein nicht ohne Grund: Gundacker von Dietrichstein hatte 1690 festgelegt, dass ein beträchtlicher Teil des familiären Vermögens in eine wohltätige Stiftung umgewandelt werden sollte, falls die Familie eines Tages ausstürbe. Dieser Fall trat, zumindest für einen Familienzweig, schließlich im Jahr 1858 (nach anderer Angabe 1859) ein. Seither existiert in unmittelbarer Nähe des Platzes (Schlögelgasse Nr. 9) das „Fürst Dietrichstein'sche Stiftungshaus“, nach mehreren Überarbeitungen des Stiftungszweckes werden seit 1977 Studenten unterstützt.

### Heutige Situation
Im Umfeld des Dietrichsteinplatzes stand lange jene Pestsäule, die sich heute vor dem Eingang des Stadtfriedhofs St. Peter befindet. Sie musste aus Platzgründen versetzt werden, denn mit dem Wachstum der Straßenbahn Graz (Pferdetramway ab 1878) entwickelte sich der Platz zu einem wichtigen Verteiler im innerstädtischen Verkehr. Er hat diese Rolle bis heute inne, folglich ist sein Aussehen wesentlich von den Anforderungen des motorisierten Verkehrs geprägt. Die sechs Straßen, die in den unregelmäßig geformten Platz münden, sorgen gemeinsam mit den Anforderungen der Straßenbahn- und Buslinien für eine komplexe Verkehrssituation, an der der Wunsch nach einer Umgestaltung der Fläche bisher scheiterte. Besonders an der Südseite des Platzes existieren noch einige biedermeierzeitliche oder gar ältere Bauten, die ihren historischen Vorstadtcharakter bewahrt haben, jedoch teilweise von Abriss bedroht sind.
Am Platz gabelt sich das vom Jakominiplatz via Reitschulgasse kommende Straßenbahngleis auf in die Sparbesbachgasse (Linie 3 (und 23) nach Krenngasse) und in die Münzgrabenstraße (Linie 6 nach St. Peter), an dessen Beginn einer der vier Bim-Bahnsteige der Station Dietrichsteinplatz liegt.
Für Taxifahrer ist auf der Verkehrsinsel (mit Imbissstand) eine Wartespur eingerichtet. Radfahrer kommen auch aus der Reitschulgasse auf den Platz und nützen informell auch die Bimtrasse in der Mitte des Platzes in Richtung Ost.
Die Bäckerei Martin Auer produzierte bis 2021 in zwei Gebäuden am bzw. fast am Platz, siedelte jedoch 2022 drei Kilometer südwärts nach Messendorf ab. Die städtische Berufsfeuerwehr hat nahe dem Abgang der Schörgelgasse einen kleinen Stützpunkt, die Feuerwache Ost, die dort bereits seit dem Jahr 1888 besteht. Nachdem die Feuerwehr Anfang des Jahres 2024 ihren vorübergehenden Standort auf dem Gelände der Grazer Messe bezogen, begann Ende März 2024 der Abriss der alten Feuerwache und einer Reihe an benachbarten Gebäuden. Bereits 2021 wurde dafür ein benachbartes Gebäude abgetragen. Die neue Feuerwache soll bis Ende 2026 fertiggestellt sein und 13,5 Millionen Euro kosten.
Zwischen Ende Oktober und Anfang November 2024 erfolgte der Abriss des sich in der Altstadtschutzzone befindlichen historischen Gebäudes auf der Adresse Dietrichsteinplatz 8. Der Abriss wurde von Altstadtschützern stark kritisiert.

## Liste bedeutender Bauten und Denkmäler
Siehe auch die Liste der denkmalgeschützten Objekte in Graz/St. Leonhard bzw. die Liste der denkmalgeschützten Objekte in Graz/Jakomini.
| Name & Adresse                                                      | Bild | Kurzbeschreibung |
| ------------------------------------------------------------------- | ---- | --- |
| Ehemaliges Schuchter'sches Haus Dietrichsteinplatz 3                |      | Das viergeschossiges Wohnhaus an der Nordseite des Platzes wurde gemeinsam mit dem benachbarten Gebäude (Dietrichsteinplatz 4) laut Bauinschrift im Jahr 1881 (nach anderer Quelle 1887) von Stadtbaumeister Josef F. Flohr im neogotischen Stil errichtet. Die späthistoristische neugotische Fassade des Nachbarhauses (Nr. 4) wurde 1962 entfernt. Charakteristisch sind die Seitenrisalite mit Heiligenporträts (Fassadenmosaike von Maria und Josef) in den Giebelfeldern. Die Familie Schuchter führte über mehrere Generationen eine angesehen Tischlerei. |
| Wohn- & Geschäftshaus Dietrichsteinplatz 7 (= Sparbersbachgasse 10) |      | Das Gebäude in späthistoristisch-altdeutschem Stil entstand zwischen 1886 und 1888 nach Plänen von Karl Heller. Es liegt am östlichen Ende des Platzes, im Zwickel zwischen Sparbersbachgasse und Schörgelgasse. An diesem Ort befand sich die oben beschriebene Rundelle. |
| Sogenannte Dietrich-Keuschn Dietrichsteinplatz 9                    |      | Das denkmalgeschützte Haus an der Südseite des Platzes stammt aus dem späten 18. Jahrhundert, trotz jüngerer Umbauten hat sich seine Fassade im Plattenstil und das wohl zeitgleiche Flachbogen-Steinportal erhalten. Hofseitig verläuft ein Holzbalkongang (Pawlatsche). |
| Haus Zum Braunen Hirschen Dietrichsteinplatz 12                     |      | Das ehemalige Gasthaus Zum braunen Hirschen an der Südseite des Platzes ist im Kern ein Vorstadtgebäude des 17./18. (oder gar 16.?) Jahrhundert. Trotz einiger Umbauten im 19. Jahrhundert haben sich der Eckerker aus der Entstehungszeit des Hauses und einige alte Fassadenelemente erhalten. In den beiden kleinen Dreiecksgiebeln befinden sich in der ersten Hälfte des 19. Jahrhunderts entstandene Reliefs mit dem Hauszeichen. |
| Kreuzbäck am Färbersteg Dietrichsteinplatz 13                       |      | Im Jahr 1676 ist hier, an der Südseite des Platzes, von einem Backhaus am Färbersteg die Rede, vermutlich reicht die Geschichte von Bäckereien an diesem Ort sogar bis 1346 zurück. Der Name „Kreuzbäck“ stammt von einem steinernen Kreuz, das nach dem Pestjahr 1680 errichtet worden war und 1775 durch die von Veit Königer geschaffene Pestsäule (nun vor dem St. Peter Stadtfriedhof) ersetzt wurde. Um 1775/1778 wurde das Gebäude von Josef Hueber (die Gattin des Hausbesitzers war dessen Schwägerin), erneuert. Hueber versah das Haus mit einer Fassade im Stil des Rokoko, die Fenster im Obergeschoß zeigen die für ihn typischen Volutenohren und geknickten Verdachungen. |
| in jüngster Zeit abgerissen (seit 2020)                             |      | |
| Wohnhaus mit Schlosserei Schörgelgasse 6                            |      | Das kleine Ensemble an der Südostecke des Platzes am Übergang zur Schörgelgasse ging zumindest auf das 18. Jahrhundert zurück. Es bestand aus einem Wohn- und einem Werkstattgebäude, in dem lange Zeit eine Schlosserei untergebracht war. Neben einem qualitätsvollen Kellergewölbe und einem schönen Pawlatschengang im Hof waren die Gebäude in vielen Details eine Erinnerung an die von Kleinbürgern und Handwerkern geprägte Vorstadt. 2020 wurde der Werkstatttrakt, im Folgejahr das Wohngebäude abgerissen. |
| Wohn- und Geschäftsgebäude Schörgelgasse 8                          |      | Das Haus an der Ecke Kopernikus- und Schörgelgasse mit Pawlatsche im Innenhof und zuletzt drei charakteristischen Kaminen und einigen neueren Zubauten im hofseitigen Teil galt als ein selten gewordenes Beispiel der Architektur des 18. Jahrhunderts. Es stand nicht unter Denkmalschutz, lag jedoch in der GAEG-Schutzzone III, weshalb sich Altstadtschützer um den Erhalt des über 200 Jahre alten Gebäudeensembles bemühten. Im Februar 2023 wurde das Gebäude jedoch abgerissen. |
| Wache Ost der Berufsfeuerwehr Graz Dietrichsteinplatz 9a            |      | Im Hof hinter dem Haus Dietrichsteinplatz 9 befand sich von 1889 bis 1939 der Standort der Freiwilligen Feuerwehr, welcher zu Kriegsende von der Berufsfeuerwehr Graz übernommen wurde. Aufgrund der veralteten Strukturen und beengten Platzverhältnisse sollte bis 2023 ein Neubau entstehen. Nachdem die Feuerwehr Anfang des Jahres 2024 ihren vorübergehenden Standort auf dem Gelände der Grazer Messe bezogen, begann Ende März 2024 der Abriss der alten Feuerwache und einer Reihe an benachbarten Gebäuden. Die neue Feuerwache soll bis Ende 2026 fertiggestellt sein und 13,5 Millionen Euro kosten. |
| Wohn- & Geschäftshaus Dietrichsteinplatz 8                          |      | Ein zweigeschossiges Vorstadthaus mit Walmdach an der Südseite des Platzes. Es entstand Ende des 18. Jhdts, die Erdgeschosszone wurde für den Geschäftsbetrieb modernisiert, das Obergeschoss zeigte noch Fassadenelemente aus der Entstehungszeit. Es drohte ihm dasselbe Schicksal wie dem bereits 2021 abgerissenen Nachbarhaus Schörgelgasse 6 (siehe oben) und dem an dieses angrenzende dahinterliegende Werkstättengebäude, das im August 2020 abgetragen wurde. Zwischen Ende Oktober und Anfang November 2024 erfolgte schließlich auch der Abriss dieses historischen Gebäudes, das sich ebenfalls Altstadtschutzzone befand. Der Abriss wurde von Altstadtschützern stark kritisiert. Es musste einem geplanten drei- bis fünfgeschossigem Neubau, der in Zusammenhang mit der neuen Feuerwache Ost stehen soll, weichen. |